# Aplidium elegans
Aplidium elegans är en sjöpungsart som först beskrevs av Giard 1872.  Aplidium elegans ingår i släktet Aplidium och familjen klumpsjöpungar. Inga underarter finns listade i Catalogue of Life.

## Bildgalleri

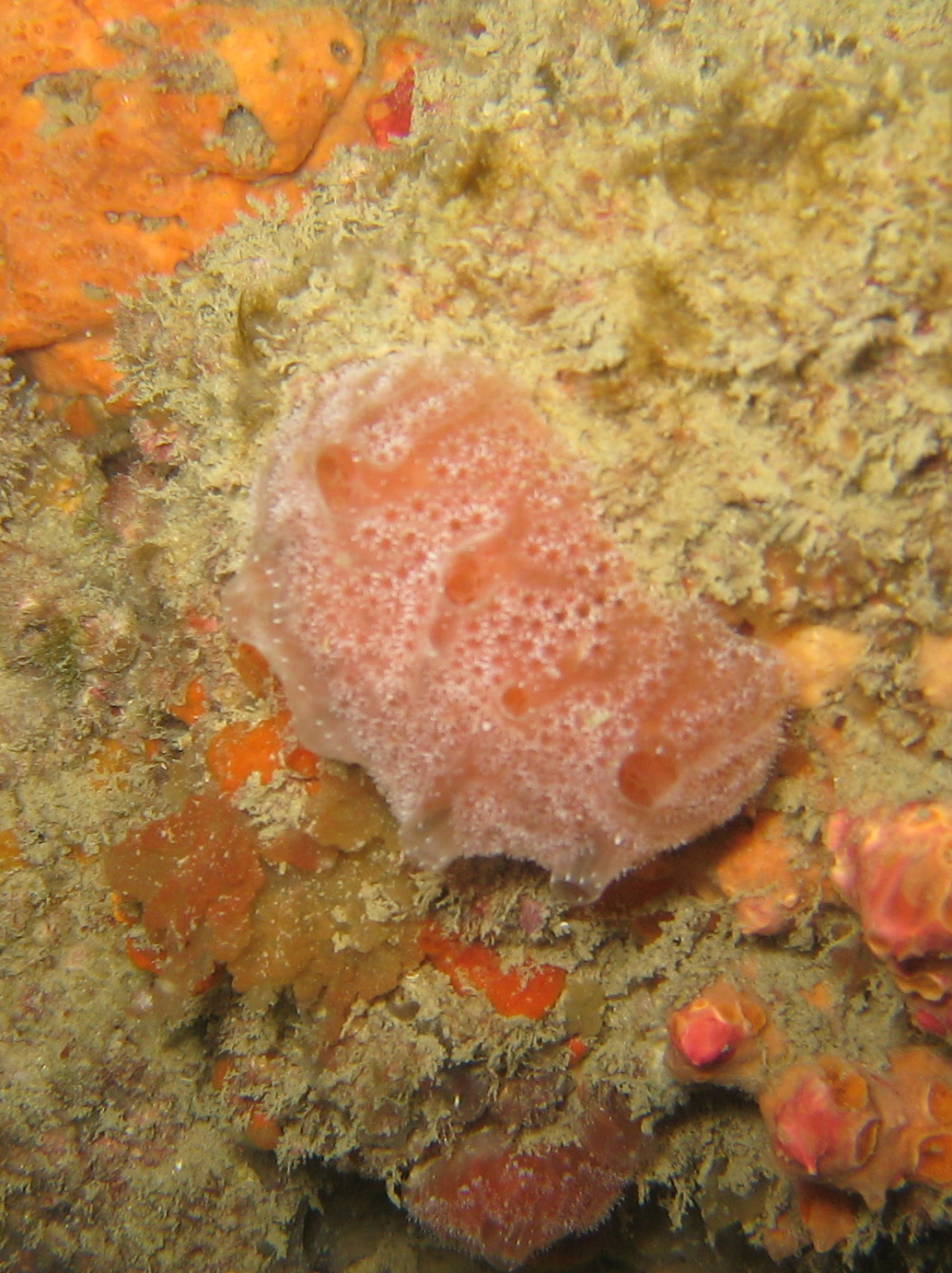
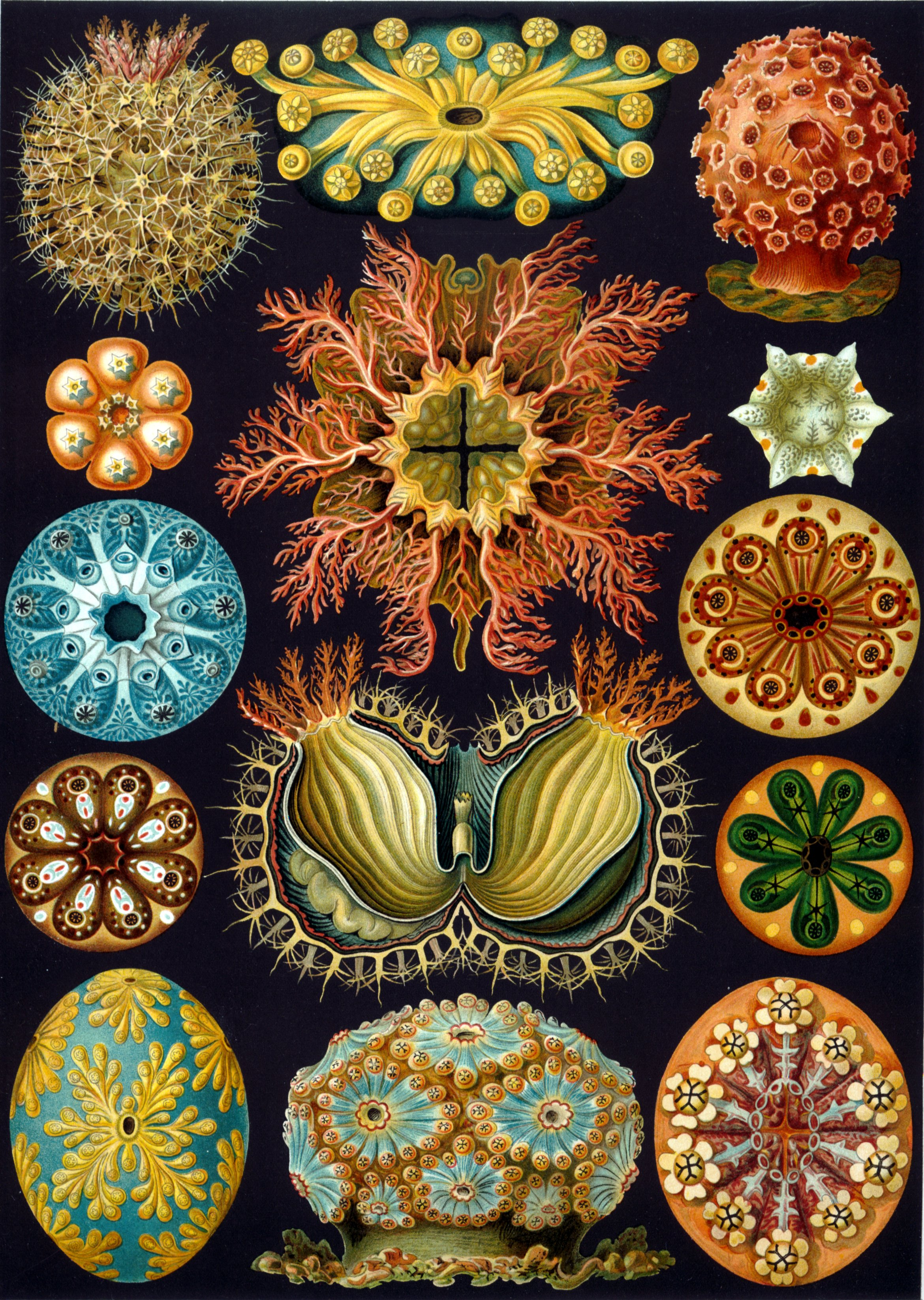